# Arqueoparasitologia
L'Arqueoparasitologia és una branca de l'arqueologia dedicada a la identificació de les restes de paràsits i la reconstitució de les interaccions entre aquests i els humans que parasitaren. És l'estudi de paràsits en contexts arqueològics. Inclou estudis del protozous i paràsits de metazous d'humans en el passat, així com paràsits que poden haver afectat societats humanes passades, com aquells que infesten animals domesticats.
El primer informe d'Arqueoparasitologia descrivia ous calcificats de Bilharzia haematobia (ara Schistosoma haematobium) trobats en els ronyons d'una mòmia egípcia antiga. Des de llavors, s'ha contestat a moltes preguntes arqueològiques fonamentals integrant els coneixements sobre els amfitrions, cicles vitals i biologia bàsica de paràsits, amb els contexts arqueològics, antropològics i històrics en els quals es troben.

## fonaments Parasitologia
Els Paràsits són organismes que viuen en associació propera amb un altre organisme, anomenat l'amfitrió, en el qual el paràsit es beneficia de l'associació, en detriment de l'amfitrió. Moltes altres classes d'associacions poden existir entre dos organismes de prop aliats, com comensalisme o mutualisme.
La majoria dels informes d'arqueoparasitologia impliquen espècies considerades paràsits veritables d'humans avui. Tanmateix, el parasitisme addicional (referit per alguns autors com "pseudoparasitisme", "parasitisme fals" o "parasitisme accidental") ocorre quan un paràsit que no utilitza normalment un amfitrió per a la perpetuació del seu cicle de vida es troba en aquell amfitrió addicionalment. Un exemple està trobant els ous de lingua Cryptocotyle (un paràsit de peix) en el contingut d'estómacs d'una mòmia d'esquimal. Es calcula que un 70% de l'espècie de "paràsits" dels humans actuals són de fet paràsits addicionals. Alguns d'aquests paràsits addicionals provoquen malalties als pseudoamfitrions infestats.